# Felipe González Márquez
Felipe González Márquez (Dos Hermanas, Andalusia, 5 de març de 1942) és un advocat i polític fou Secretari General del Partit Socialista Obrer Espanyol (PSOE) des de 1974 a 1997 i tercer president del govern de l'actual període democràtic a Espanya des de 1982 a 1996.

## Joventut
Va néixer en una família acomodada. Va realitzar els seus estudis primaris al col·legi dels Pares Claretians i a l'Institut San Isidoro de Sevilla. Posteriorment va estudiar a la Universitat de Sevilla, on obtingué la llicenciatura de dret. Mentre va ser estudiant va militar a la Juventud Universitaria Masculina de Acción Católica JUMAC que poc després va canviar de nom en Juventud Estudiante Católica (JEC) i en les Juventudes Obreras Católicas, de inspiració democristiana.
Com advocat laboralista en aquesta ciutat, va entrar a formar part del PSOE l'any 1963, on va usar el nom d'Isidoro per la situació d'il·legalitat en la qual el règim franquista havia posat el partit polític. Va ser capdavanter del PSOE des dels anys 1970, fins al Congrés de Suresnes (França) de 1974, quan va ser escollit secretari general, en substitució de Rodolfo Llopis i va liderar el distanciament entre el PSOE i el marxisme.
Després de les eleccions generals espanyoles de 1977 va esdevenir diputat a les Corts i cap del partit majoritari de l'oposició, el que va tornar a repetir a les eleccions generals espanyoles de 1979, quan el partit amb 121 deputats va poder posicionar-se com a alternativa de govern.

## President de Govern (1982-1996)
Després de la victòria del PSOE del 20 d'octubre de 1982, en la qual va obtenir el 48,3% dels sufragis i 202 diputats, la primera majoria absoluta d'un partit a la democràcia, va ser escollit president del govern espanyol pel Congrés dels Diputats, amb el compromís de canviar-ho tot sense revolucionar res dins d'un projecte de regeneració de l'Estat i de la societat, i va encapçalar un govern en el qual Alfonso Guerra fou designat vicepresident. Posteriorment va guanyar també les eleccions de 1986, 1989 i 1993, les dues primeres amb majoria absoluta.
Va seguir una política econòmica liberal, combinada amb reformes socials d'esquerres. Els seus governs van portar a terme la reconversió industrial, i la universalització tant del sistema educatiu espanyol, com del sistema sanitari i de seguretat social, així com una modernització de les infraestructures, finançada mitjançant un controvertit augment del deute públic. Va portar a terme una important tasca de modernització i acostament a la societat de l'exèrcit, acabant amb el fantasma permanent d'un nou cop d'estat.
Sota el seu mandat, Espanya es va unir a la Comunitat Econòmica Europea l'any 1985, l'entrada efectiva de la qual es va produir l'1 de gener de 1986.
Va defensar l'obertura del país a l'exterior i les relacions amb Europa, els Estats Units d'Amèrica i l'Amèrica Llatina. Durant el govern del seu antecessor Leopoldo Calvo-Sotelo s'havia oposat a l'entrada en l'Organització del Tractat de l'Atlàntic Nord (OTAN). Tot i això hi va donar la permanència d'Espanya després de convocar un referèndum el 1986. Va donar suport amb l'enviament de tropes, incloent mariners de reemplaçament, i logístic, a les forces aliades a la Guerra del Golf de 1990 i 1991. L'any 1993 fou guardonat amb el Premi Internacional Carlemany pels seus esforços en favor de la unitat europea.
Va sofrir les primeres vagues generals de la democràcia, el que va dur al distanciament del seu partit del sindicat Unió General de Treballadors (UGT), també creat pel fundador del PSOE Pablo Iglesias, i a la ruptura de la seva amistat amb el líder del sindicat Nicolás Redondo Urbieta, el seu valedor al Congrés de Suresnes.
Entre els anys 1983 i 1987 els Grups Antiterroristes d'Alliberament van ser responsables de la mort de 23 persones i d'una trama de corrupció generalitzada basada en els fons reservats del Ministeri de l'Interior que van dur a la presó, entre altres el ministre de l'Interior José Barrionuevo Peña i Rafael Vera, Secretari d'Estat per la Seguretat, el secretari general del Partit Socialista d'Euskadi Ricardo García Damborenea, l'exgovernador civil de Guipúzcoa Julen Elgorriaga, el tinent coronel Ángel Vaquero i el llargament condecorat General de la Guàrdia Civil Enrique Rodríguez Galindo. El mateix president del govern espanyol, Felipe González, fou assenyalat insistentment com a màxim responsable de la trama, tot i que no fou finalment processat, i el 2010 declarà que tingué l'oportunitat de volar la cúpula de l'organització i va optar per no fer-ho.
Durant la seva última etapa de govern es van succeir els escàndols de corrupció: Flick (finançament il·legal del PSOE), fons reservats (desviament de partides destinades a la lluita antiterrorista), Filesa (les empreses Filesa, Malesa i Time-Export, que servien per finançar il·legalment el PSOE), Ibercorp, comissions il·legals a l'obra de l'AVE, cas Juan Guerra (germà del vicepresident Alfonso Guerra) i el cas Luis Roldán (director de la Guàrdia Civil). A més, va sortir a la llum pública el terrorisme d'estat (GAL), amb membres del seu govern involucrats. Malgrat d'aquest cúmul d'escàndols, González sempre va negar la seva implicació i coneixement sobre ells.

## Retirada de la política activa
González va perdre les eleccions generals de 1996 per un estret marge, en favor del Partit Popular encapçalat per José María Aznar. Al 34è Congrés del partit, celebrat a Madrid entre els dies 20 i 22 de juny de 1997, va dimitir i va ser substituït a la secretaria general per Joaquín Almunia.
Va ser diputat per Madrid fins a les eleccions generals espanyoles de 2000, en les quals es va presentar al Congrés a la llista electoral del PSOE per la província de Sevilla. Va acabar renunciant a presentar-se a les eleccions generals de 2004. Actualment està gairebé retirat de la política, i presideix la Fundació Progrés Global. Entre 2010 i 2015 va formar part del Consell d'Administració de Gas Natural Fenosa. En prendre posicions de centre dreta, el 2016 es va oposar contra Pedro Sánchez. En 2014 va obtenir la nacionalitat colombiana.
El 2020 es va informar de l'existència d'un informe de la CIA que afirmava la seva aprovació per a la creació dels GAL.

## Llibres publicats
- 1982: Un discurso ético
- 1997: El Socialismo
- 2001: El futuro no es lo que era, coautor amb Juan Luis Cebrián
- 2003: Memorias del futuro